# Zamek w Starokonstantynowie
Zamek w Starokonstantynowie – wybudowany w latach 1561–1571 przez ks. Konstantego Ostrogskiego nad Słuczą.

## Historia

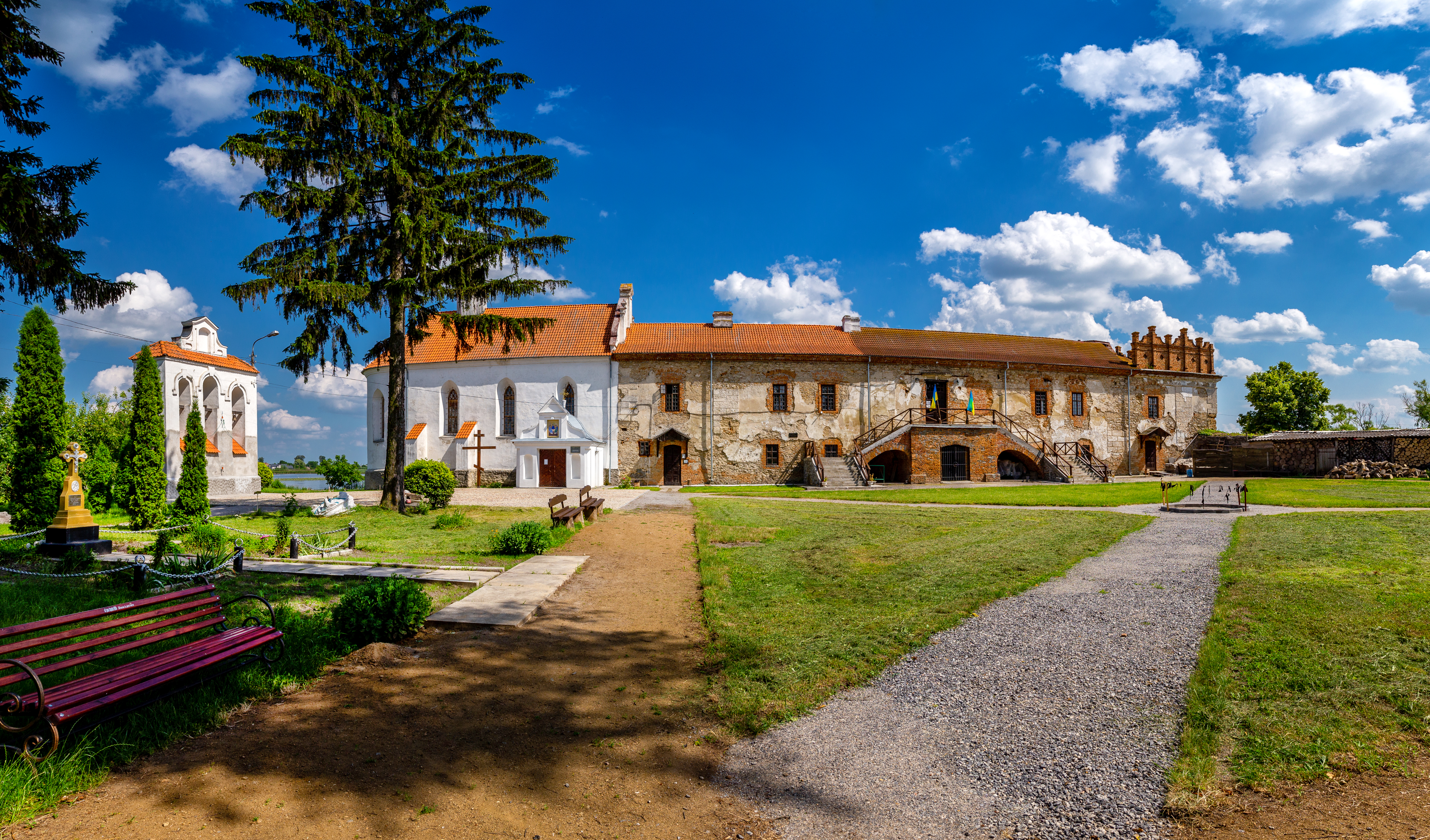
Zamek od strony dziedzińca

Po śmierci Konstantego Wasyla Ostrogskiego warownię otrzymał jego syn Janusza Ostrogskiego, który nie mając potomka w linii męskiej przekazał dobra mężowi swej córki Eufrozyny – Aleksandrowi Zasławskiemu. Następnie obiekt w spadku otrzymują Lubomirscy, a potem Sanguszkowie. Od 1754 r. znowu jest w posiadaniu rodziny Lubomirskich. Od początku XIX w. dobra oraz warownia są własnością Konstancji Rzewuskiej, córki Stanisława Lubomirskiego. Ponieważ 1830 r. długi właścicieli przekraczają wartość dóbr zamek kilkakrotnie zmienia właścicieli, aż w 1860 r. kupuje go księżna Abamelek, której porucznik N.I. Zuc w roku 1884 dedykuje swój „Opis miasta Starokonstantynowa od jego początków do naszych dni”.

## Położenie, architektura
Czworoboczna warownia stanęła na płaskim przylądku Słucza. W 1636 r. warownia miała mieszkalny budynek, na którego piętrze znajdowała się sala z 15 oknami oraz nieźle wyposażony murowany arsenał. Wejście do zamku znajdowało się w wieży bramnej, również murowanej, która miała piętro. Całość założenia otoczona była przez wały ziemne.

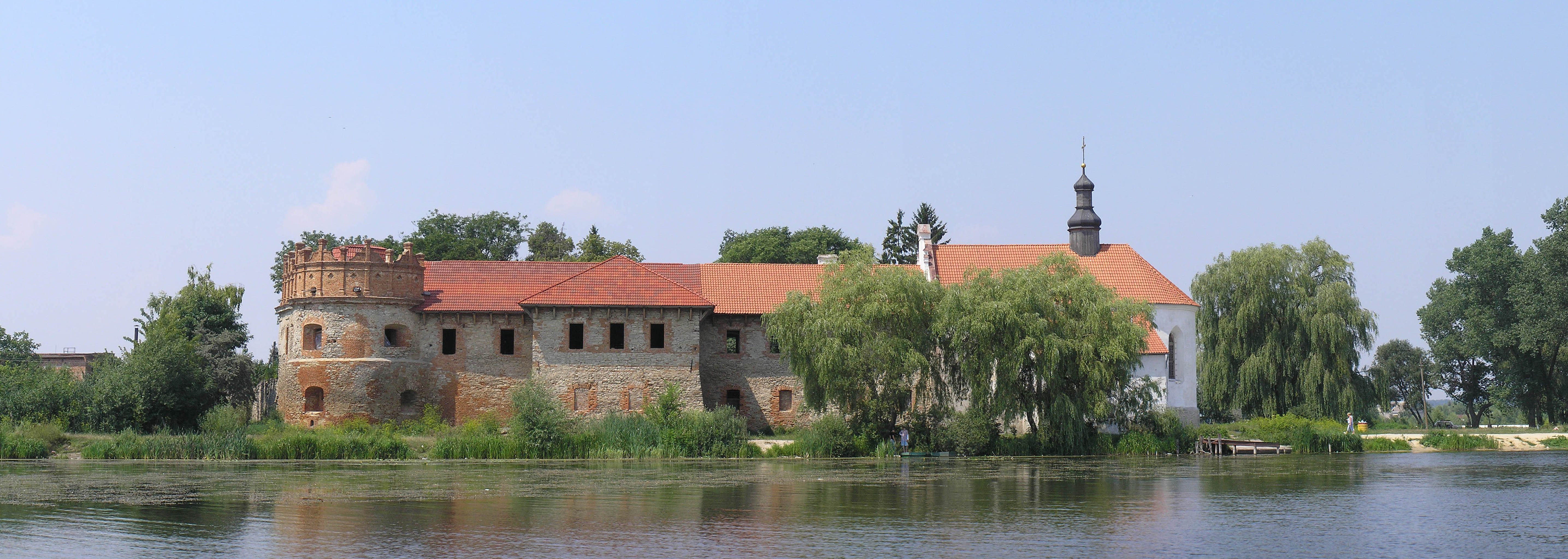
Panorama zamku

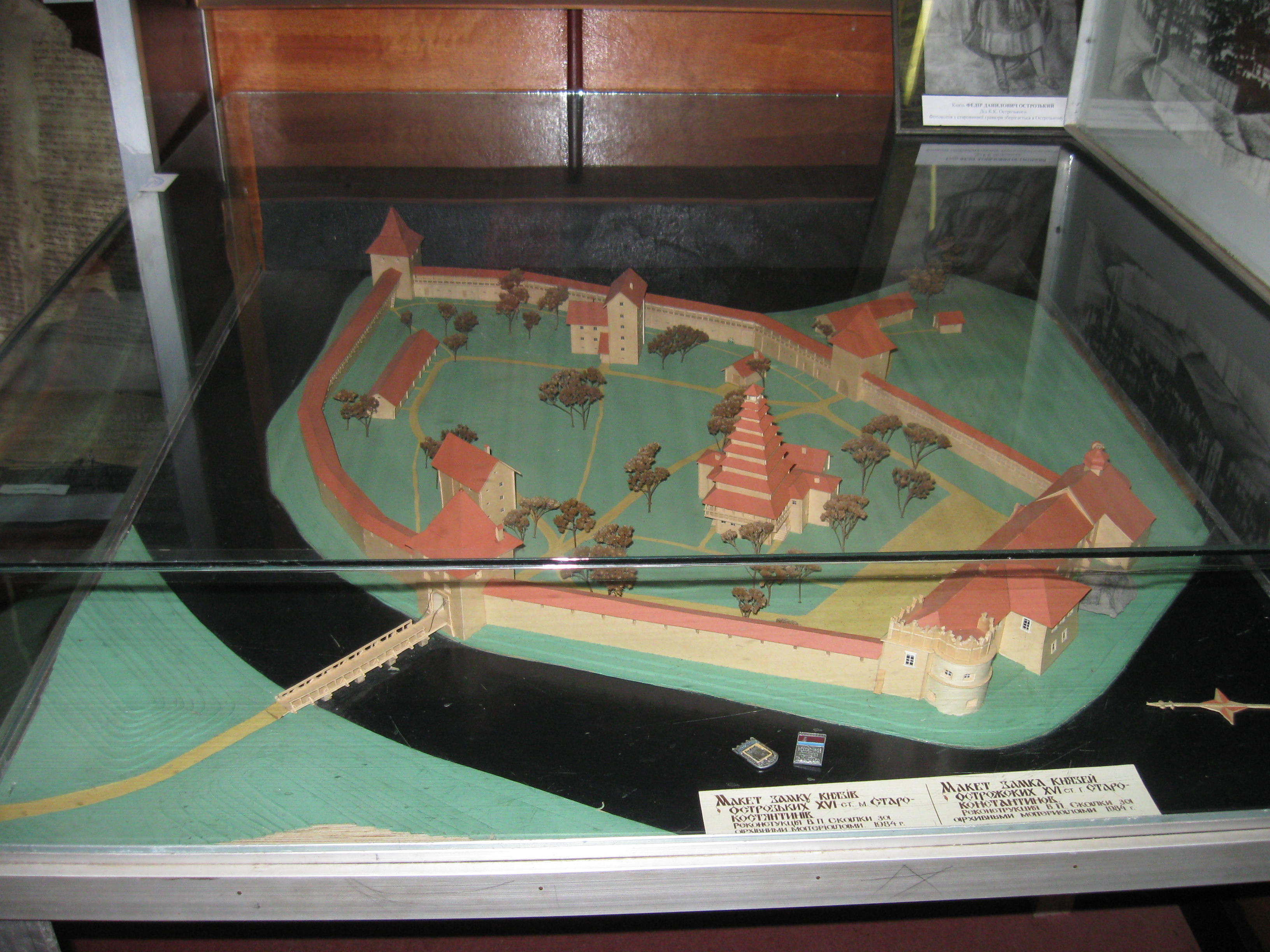
Makieta zamku

## Pałac
Warownię przebudowano w XVII w. i od tego momentu ma dwupiętrowy pałac z dostawioną z jednego boku czworoboczną obronną wieżą. Z drugiego boku przy pałacu stała obronna cerkiew zamkowa. Cerkiew zbudowana była z kamiennych grubych murów i miała dostawioną do niej basztę obronną. Pałac zwany budynkiem mieszkalnym był zbudowany na planie prostokąta. Od frontu pałac miał ryzalit, a od północy sporą bramę. Pałac ozdobiony był renesansową attyką z gzymsem i fryzem. Całość opasywały obronne mury. Wjazd na dziedziniec był od zachodu i prowadził przez most zwodzony rzucony nad wodną fosą. Ponieważ Starokonstantynów znajdował się na szlaku, którym podążały wojska tureckie, miał spore walory defensywne. Do czasów współczesnych zachowały się resztki murów obronnych oraz zabytkowa cerkiew w skrzydle południowym.